# Ordine della libertà (Bosnia ed Erzegovina)

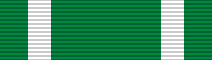

L'Ordine della libertà (Orden Slobode) è la più alta onorificenza della Bosnia ed Erzegovina.
È concesso dal presidente della Repubblica della Bosnia ed Erzegovina per meriti speciali nella promozione della libertà e dei diritti umani, per lo sviluppo della comprensione e della fiducia tra i cittadini e le persone della Bosnia-Erzegovina e per meriti nella costruzione delle relazioni democratiche.
L'Ordine è stato istituito nel 1994.